# Bennau (Asbach)

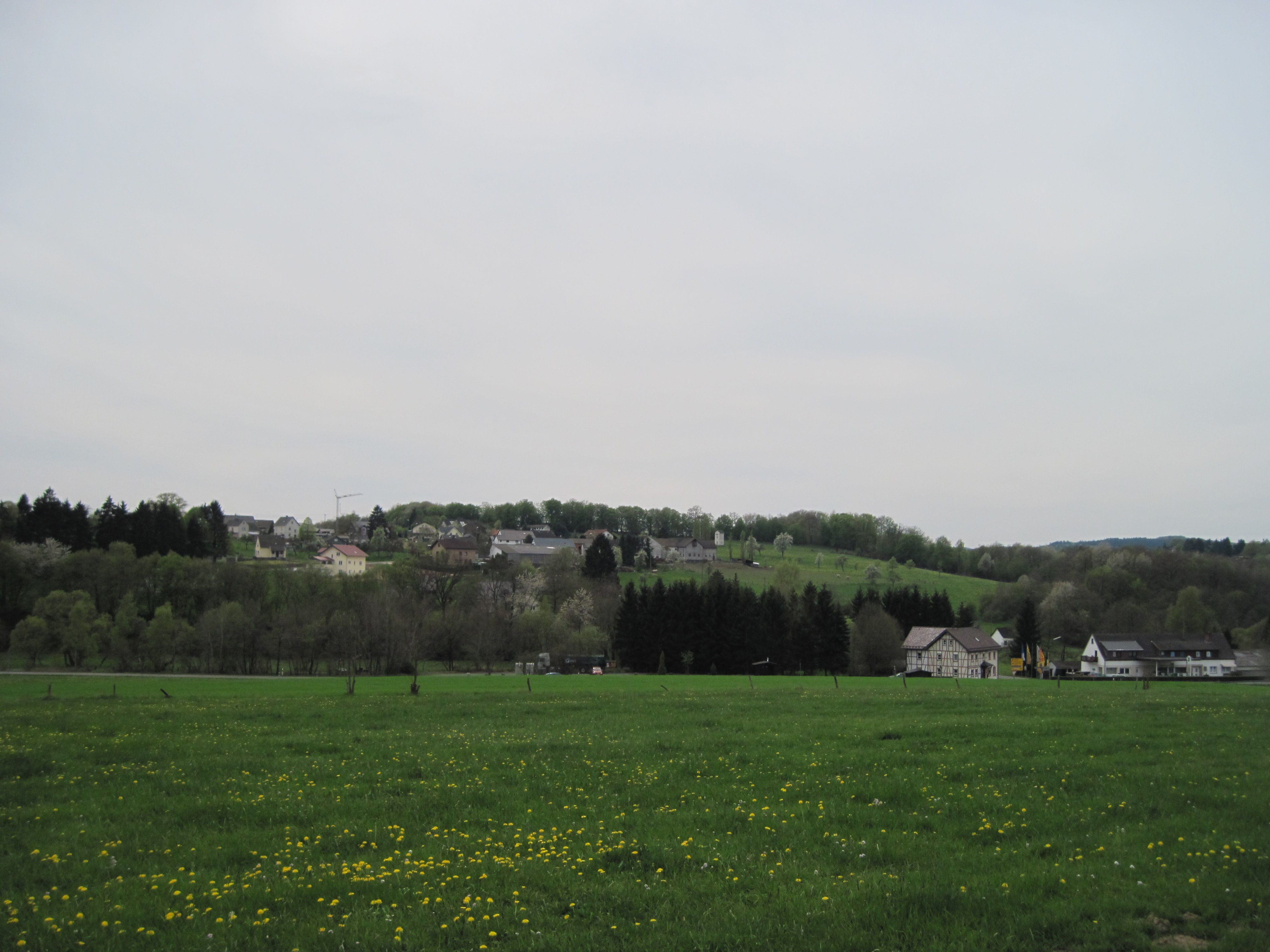
Ortsteil Bennau

Bennau ist ein Ortsteil der Ortsgemeinde Asbach im Landkreis Neuwied im nördlichen Rheinland-Pfalz. Der Ort ist landwirtschaftlich geprägt, hat sich aber inzwischen zu einem Wohnort im Sinne einer Wohngemeinde entwickelt.

## Geographie
Das Dorf liegt im Niederwesterwald westlich des Hauptortes Asbach auf einer Anhöhe oberhalb des Pfaffenbachs. Bennau ist von einer Anzahl kleinerer Dörfer und Weiler umgeben, im Westen grenzt Bennau an den Asbacher Ortsteil Germscheid. Das Unterdorf „Bennauthal“ liegt an der Landesstraße 272, die Bennau mit dem Hauptort Asbach sowie mit der Bundesautobahn 3 (AS Bad Honnef/Linz) verbindet.

## Geschichte
Bennau liegt im historischen Gebiet der „Elsaff“, das schon 893 im Prümer Urbar unter dem Namen „de Elsaffe“ genannt wurde. Die erste urkundliche Erwähnung des Ortes ist die Nennung der Bennauer Mühle im Jahr 1554.
Landesherrlich gehörte Bennau zum Kurfürstentum Köln und zum Amt Altenwied und war Teil der „Honnschaft Elsaff“ im Kirchspiel Asbach. Nach einer 1660 vom Kölner Kurfürsten Maximilian Heinrich angeordneten Bestandsaufnahme hatte Bennau drei Höfe, 1787 wurden hier 33 Einwohner gezählt, die in 12 Häusern lebten.
Nachdem das Rheinland 1815 zu Preußen gekommen war, gehörte Bennau zur Gemeinde Elsaff im damals neu gebildeten Kreis Neuwied und wurde von der Bürgermeisterei Asbach verwaltet. Nach einer Volkszählung aus dem Jahr 1885 hatte Bennau 87 Einwohner, die in 17 Häusern lebten. 1931 erhielt Bennau eine eigene Poststelle der Klasse II im Bezirk des Postamts Asbach.
Bis zum 16. März 1974 gehörte Bennau zu der bis dahin eigenständigen Gemeinde Elsaff, welche mit gleichem Datum aufgelöst wurde und deren Ortschaften entsprechend der ehemaligen Kirchspielzugehörigkeit den neu gebildeten Ortsgemeinden Asbach und Buchholz zugeordnet wurden. Hierbei kam Bennau zu Asbach und gehört seitdem zur Gemarkung Elsaff-Asbach. 1987 zählte Bennau 169 Einwohner.

## Schule und Kapelle
Eine Schule erhielt Bennau 1845, in der die Kinder der Ortschaften Bennau, Büsch, Germscheid, Köttingen, Limberg, Meierseifen, Rauenhahn und Schluten unterrichtet wurden. 1955 wurde eine neue Schule gebaut. Heute besuchen die Kinder die Grundschule in Asbach.
Mit privaten Mitteln wurde 1889 in Bennau mit dem Bau einer Kapelle begonnen und 1902 fertiggestellt. Sie ist der Muttergottes Zur unbefleckten Empfängnis geweiht. Die heutige Kapelle wurde 1973 von der Katholischen Kirchengemeinde Asbach neu errichtet.

## Steinbruch Bennauer Kopf
Auf dem westlich des Ortes liegenden Bennauer Kopf (früher auch Steimelskopf genannt) wurde ab dem 19. Jahrhundert Basalt abgebaut. Nach dem Bau der von der Bröltalbahn errichteten Eisenbahnstrecke von Hennef nach Asbach im Jahre 1892 war der Bennauer Steinbruch der größte im Asbacher Land. Unterhalb des Ortes wurde der Bahnhof „Bennau-Thal“ und eine Basalt-Verladestation eingerichtet. Von 1912 an wurde hier auch der Basalt vom Steinbruch in Hinterplag verladen, der über eine 1,2 km lange Seilbahn zur Verladestation transportiert wurde. 
Der Basaltabbau in Bennau wurde Anfang der 60er Jahre eingestellt. Seit 1956 besteht auch keine Eisenbahnverbindung im Personenverkehr mehr, der Güterverkehr wurde noch bis etwa Ende 1963 weiter betrieben Die ehemalige Trasse dient heute als Wanderweg.
Das aufgelassene und mit Grund- und Oberflächenwasser gefüllte Steinbruchgelände ist heute als Fauna-Flora-Habitat ausgewiesen. Im Biotop finden sich unter anderem die Bechsteinfledermaus und das Große Mausohr, Geburtshelferkröten und Ringelnattern. 2008 kaufte der „Arbeitskreis für Natur- und Umweltschutz Asbacher Land“ einen großen Teil des Geländes und des Sees.

## Wasserleitungsverein Bennau
Bennau hat seine eigene, vom zuständigen Landesamt anerkannte eigene Wasserversorgung. Der Brunnen liefert für die knapp 200 Einwohner pro Jahr über 10.000 Kubikmeter Trinkwasser. Betrieben wird die Wasserversorgung vom „Wasserleitungsverein Bennau e. V.“; alle Haushalte des Orts sind Mitglieder des Vereins.